# HD 33618
HD 33618，又名BD+59 857，SAO 25088、HR 1688，是一颗恒星，视星等为6.15，位于銀經151.3，銀緯11.99，其B1900.0坐标为赤經5h 6m 23.5s，赤緯+59° 11.99′ 15″。